# Чуповский, Дмитрий
Димитрий Чуповский (макед. Димитрија Чуповски; 8 ноября 1878 — 29 октября 1940) — македонский общественный деятель, филолог и лексикограф. Автор учебников македонского языка.

## Биография
Димитрий Чуповский родился в селе Папрадиште (ныне в составе общины Чашка) в Османской империи (сейчас Северная Македония). Его отец был убит ещё до его рождения. Когда Чуповскому было 10 лет его деревня была сожжена, и он и его семья поселились в Крушево, где родилась его мать. Выучившись на торговца, он и его братья отправились в Софию в поисках работы. В столице недавно созданного Королевства Болгарии Чуповский работал в течение дня и посещал школу, которую организовали Дамян Груев, Петар Поп Арсов и другие студенты.
Затем он продолжил свое образование в Белграде и Санкт-Петербурге. Проболгарский революционер Христо Шалдев, живший тогда в Санкт-Петербурге, характеризовал Чуповского как человека, разделявщего пророссийские взгляды. По сведениям Шалдева, члена тайного македонского кружка в Санкт-Петербурге и ВМРО, Чуповский находился под влиянием таких идеологов, как сербские профессора Стоян Новакович, Йован Цвиич и Александр Белич. В особенности Новакович использовал свою дипломатическую роль в Санкт-Петербурге чтобы воплотить свои идеи в жизнь за счёт поддержки Македонского литературного общества, основанного в Санкт-Петербурге в 1902 году, и его македонских членов, таких как Чуповский.
Когда в 1905 году Чуповский пытался организовать первую пан-македонскую конференцию в Велесе, он был изгнан из города местным руководителем ВМРО Иваном Наумовым, ему даже угрожали расправой за его промакедонские и антиболгарские идеи. Блаже Ристовский утверждал, что это произошло из-за интриг местного болгарского митрополита и деятельности Шалдева, который затем называл Чуповского сербским агентом, хотя позднее в своих мемуарах от представил письмо от Чуповского, написанное в 1904 году, в котором он выступает против «сербской пропаганды в Македонии и её деструктивного влияния на людей». Некоторые болгарские исследователи также полагают что Чуповский был маргинальной фигурой и сербским агентом на службе Министерства иностранных дел Российской империи.
После начала Балканской войны в 1912 году и занятия территорий Османской  Македонии армиями Балканского союза, Чуповский прибыл 17 ноября в Софию, где он встретился с частью македонской эмиграции, но без особого успеха. 4 декабря он прибыл в Скопье, где Чуповский останавливался в доме своего дяди и также встречался с местными жителями. Это попытка убедить их принять его промакедонские идеи также провалилась, и он был отвергнут даже родственниками.
Затем он отправился в Велес, где организовал пан-македонскую конференцию, которая была де-факто являлась встречей местных революционеров из левого крыла ВМРО. Чуповский убеждал их послать представителей на Лондонскую мирную конференцию, чтобы попытаться сохранить целостность территории бывшей Османской Македонии, однако эта попытка также закончилась неудачно. Потом Чуповский покинул территорию Македонии и вернулся в Петербург, где он стал инициатором отправки меморандума об автономии Македонии к Великим Державам и другим странам Балканского союза.
Он был одним из основателей Македонского литературного общества в Санкт-Петербурге в 1902 году и являлся его президентом с 1902 по 1917 год. Чуповский был также автором большого количества статей и официальных документов, издавал бюллетень Македонской колонии, организовал ряд македонских организаций. Он писал стихи на русском и македонском. Он также выпустил первый македонско-русский словарь, работал над публикациями о македонской грамматике и энциклопедической монографией о Македонии и македонцах. Он также составил этническую и географическую карту Македонии.
В период с 1913 по 1914 год Чуповский публиковался в петербургской газете «Македонский Голос», в которой он и его соратники обосновывали существование македонского народа, отличающегося от греков, болгар и сербов, и изо всех сил пытаются популяризовать идею независимого Македонского государства.
После Первой мировой войны и Октябрьской революции в России, политическая активность Чуповского прекратились. Он эмигрировал в Советскую Россию и скончался 29 октября 1940 года в Ленинграде. Последние труды Чуповского были утрачены во время бомбардировок Ленинграда в 1942 году.
Димитрий Чуповский является одним из наиболее значимых деятелей македонского национального движения.